# Картавенкова, Елена Анатольевна
Елена Анатольевна Картавенкова (род. 25 января 1985) — российская футболистка, полузащитник. Мастер спорта России международного класса.

## Клубная карьера
Воспитанница омского «Динамо». Тренер — Е. М. Сычев. Выступала за красноармейское «Боевое Братство». В 2002 году в составе сборной «Центр-2» стала чемпионкой России среди девушек до 19 лет.
В 2003 году выступала за ногинскую «Надежду». В 2006 году стала игроком новообразованной пермской «Звезды-2005», выступавшей в первом дивизионе. Команда по итогам первого в истории сезона добилась выхода в высший дивизион.
С 2007 по 2008 год находилась в составе клуба «Рязань-ВДВ», где являлась игроком запаса. Вместе с командой участвовала в турнире «Кубанская весна» 2008.
В 2009 году выступала за тольяттинскую «Ладу», прекратившую существование по итогам сезона. После этого выступала за омский «Иртыш» в первом дивизионе. В начале 2011 года вернулась в «Рязань-ВДВ», где играла на протяжении года. В апреле 2012 года из-за полученной травмы она расторгла контракт с клубом.

## Карьера в сборной
В составе сборной России стала серебряным призёром чемпионата Европы 2007 года по футзалу (AMF), который прошёл в Чехии.

## Достижения
«Звезда-2005»
- Серебряный призёр первого дивизиона России: 2006